# Královomlýnský rybník
Královomlýnský rybník este o arie protejată (arie specială de conservare — SAC, sit de importanță comunitară — SCI) din Republica Cehă întinsă pe o suprafață de 0,6 ha, integral pe uscat.

## Localizare
Centrul sitului Královomlýnský rybník este situat la coordonatele 50°50′01″N 14°09′21″E / 50.833611°N 14.155833°E.

## Înființare
Situl Královomlýnský rybník a fost declarat sit de importanță comunitară în aprilie 2005 pentru a proteja 1 specie de plante. Situl a fost protejat și ca arie specială de conservare în iulie 2012.

## Biodiversitate
Situată în ecoregiunea continentală, aria protejată nu include niciun habitat protejat.
La baza desemnării sitului se află o specie protejată de  plante: Luronium natans.